# Park Kozie Góry w Rybniku
Park Kozie Góry w Rybniku – jest największym i najstarszym parkiem miejskim w Rybniku. Położony jest w dzielnicy Meksyk przy ulicy Chwałowickiej. Cechą charakterystyczną jest jego położenie na terenie mocno pofałdowanym. Park liczy prawie 7 ha powierzchni. Atrakcją parku jest ścieżka zdrowia przy której usytuowane są przyrządy do ćwiczeń.

## Historia
Park Kozie Góry został założony pod koniec XIX wieku z inicjatywy Juliusza Haase właściciela fabryki skór. Po tragicznym wypadku do jakiego doszło w fabryce fundatora gdzie zginęło kilku pracowników, Juliusz Haase postanowił w ramach zadośćuczynienia podarować miastu 1,2 ha ziemi pod park miejski. Odpowiedni akt darowizny podpisano 12 stycznia 1888. Za datę powstania parku przyjmuje się rok 1905, gdy władze Rybnika powiększyły park o własne grunty.
We wrześniu 2005 r. obchodzono 100-lecie parku. 

## Przyroda
Na terenie parku występuje wiele gatunków drzew i roślin, lecz głównie dominują drzewa liściaste.
- drzewa i rośliny: dąb, lipa drobnolistna, jesion wyniosły, buk pospolity, topola, brzoza brodawkowata, wierzba płacząca, jarząb pospolity, leszczyna pospolita, kasztan, bez czarny, bukszpan zwyczajny, grab pospolity.
- ptaki: wróbel, sierpówka, sikora bogatka, sójka, sroka, kos.